# Vägen till Cairo
Vägen till Cairo (engelska: Five Graves to Cairo) är en amerikansk krigsfilm från 1943 i regi av Billy Wilder. Filmen är baserad på Lajos Bírós pjäs Hotel Imperial från 1917, som bland annat filmats 1927 av Mauritz Stiller. I huvudrollerna ses Franchot Tone och Anne Baxter. 

## Rollista i urval
- Franchot Tone – korpral John Bramble / Davos
- Anne Baxter – Mouche
- Akim Tamiroff – Farid
- Erich von Stroheim – fältmarskalk Erwin Rommel
- Peter van Eyck – löjtnant Schwegler
- Fortunio Bonanova – general Sebastiano